# سارة براون إنغرسول كوبر
سارة براون إنغرسول كوبر (12 ديسمبر 1835-11 ديسمبر 1896) معلمة أمريكية، ومؤلفة، ومبشرة، ومحسنة، وناشطة مدنية. تُذكر لكونها معلمة دينية ولجهودها في زيادة الاهتمام الكبير بعمل رياض الأطفال. شغلت كوبر منصب الرئيس الأول للاتحاد الدولي لرياض الأطفال، ورئيسة الاتحاد الوطني لرياض الأطفال، ورئيسة ونائبة رئيس جمعية الصحافة النسائية، ورئيسة جمعية حق المرأة في الاقتراع، ورئيسة اتحاد الاعتدال المسيحي للمرأة. شغلت منصب نائب رئيس نادي القرن، وأمينة صندوق الاتحاد العالمي لنوادي المرأة، ومديرة للجمعيات الخيرية المتعاونة، وواحدة من النساء الخمس المنتخبات في الكونغرس الجمهوري. في المعرض العالمي عام 1893، ألقت ستة وثلاثين خطابًا، وعند عودتها، ساعدت في تنظيم مؤتمر المرأة الذي كانت رئيسة له لمدة عامين ووقت وفاتها. قبل عدة سنوات من وفاتها، تحولت السيدة كوبر إلى حق الاقتراع المتساوي وكانت رئيسة لجنة حملة التعديل.
تعاملت مع مراسلات ضخمة. بلغ عدد الرسائل التي من المؤكد أنها أجابت عليها في العام الذي سبق وفاتها 11,000. كتبت على نطاق واسع عن الموضوعات المتعلقة بالنساء، والأطفال، والتعليم.

## حياة مهنية
بعد تخرجها من الكلية، ذهبت إلى أوغوستا، جورجيا، لتعمل مربية في عائلة الحاكم ويليام شلي. في مزرعة الحاكم، كان هناك 500 عبد أو أكثر، وكانت كوبر (آنذاك الآنسة إنغرسول) تجمعهم لتعليمهم الأسفار المقدسة. أثناء وجودها في أوغوستا، في عام 1855، تزوجت من هالسي فينيمور كوبر، خريج مدرسة كازينوفيا، الذي عينه الرئيس فرانكلين بيرس في مكتب المساح ومفتش ميناء تشاتانوغا بولاية تينيسي. عملا محررين في ذي أدفرتايزر، حيث ساعدت السيدة كوبر السيد كوبر. كان لديهما ابنتان، هارييت (هاتي) (مواليد 1856) ومولي (مواليد 1861)، بالإضافة إلى ولدين توفيا وهما ما يزالان رضيعين.
لمناداتهما بإلغاء العبودية، ذهب آل كوبر شمالًا في بداية الحرب الأهلية. استقرا لفترة وجيزة في واشنطن العاصمة، ثم انتقلا إلى ممفيس بولاية تينيسي في عام 1863، حيث عُين السيد كوبر خبير تقييم للإيرادات الداخلية. هناك، انتخِبت السيدة كوبر رئيسة لجمعية مساعدة اللاجئين. درست الكتاب المقدس لفصل دراسي كبير، تألف من 100 إلى 300 جندي. في عام 1864، بعد وفاة مولي، بدأت السيدة كوبر تعاني من الاكتئاب والمرض. لمدة عامين، حاولت التعافي في سانت بول، مينيسوتا. تعافت عندما انتقلت العائلة إلى سان فرانسيسكو، كاليفورنيا في عام 1869، حيث عمل السيد كوبر في دائرة الإيرادات الداخلية. أصبحت عضوًا في أوفرلاند مانثلي، وعملت مدققة لغوية، وكاتبة مقالات، وناقدة أدبية. كتبت مقالات للصحافة الدينية، وأجرت أبحاثًا وكتبت تقارير ميدانية بشأن التعليم في كاليفورنيا للحكومة الأمريكية في واشنطن العاصمة.
كان أول فصل لها في الكتاب المقدس في سان فرانسيسكو في كنيسة هوارد المشيخية، حيث شغل الدكتور سكودر المنبر. من هناك، ذهبت إلى كنيسة كالفاري المشيخية. هناك حوكمت السيدة كوبر بتهمة الهرطقة، لأنها لم تستطع الاشتراك بضمير في مذاهب لعنة الرضيع أو العقوبة الأبدية. رُحب بالسيدة كوبر في الكنيسة التجمعية الأولى، حيث بقيت بعد ذلك.
في وقت لاحق، افتتحت الفصل في الكنيسة التجمعية الأولى. لقد بلغ عدد أفراد هذه الفئة 300 عضو وتضمنت أشخاصًا يمثلون العديد من الطوائف الدينية، بما في ذلك الديانتين اليهودية والكاثوليكية. بينما يعود الفضل في إنشاء أول روضة أطفال مجانية في سان فرانسيسكو إلى البروفيسور فيليكس أدلر وعدد قليل من أصدقائه، لكن الفضل في النمو الاستثنائي للعمل يرجع بالكامل تقريبًا إلى السيدة كوبر، التي زارت روضة الأطفال المجانية في الشارع الفضي في نوفمبر 1878، ومنذ تلك اللحظة أصبح قائدة لأعمال رياض الأطفال وصديقة لمدرسة تدريب معلمي رياض الأطفال.